# Philydor
Philydor ist eine Gattung von Sperlingsvögeln aus der Familie der Töpfervögel.
Das Verbreitungsgebiet beschränkt sich auf die Neotropis von Costa Rica über Südamerika bis zum Nordosten Argentiniens. Bevorzugt werden feuchte immergrüne bewaldete Lebensräume, gerne in der Nähe von Gewässern von Meereshöhe bis hinauf in den Anden bis 1650 m Höhe.
Diesel Vögel sind zwischen 14 und 17 cm groß und wiegen zwischen 17 und 35 g.
Wie andere Töpfervögel stöbern sie in abgeworfenem Laub nach versteckten Wirbellosen, sie suchen im Verborgenen gerne in gemischten Jagdgemeinschaften.
Der Gattungsname wurde von Johann Baptist von Spix im Jahre 1824 geprägt.
Die Typus-Art der Gattung ist der Schwarzscheitel-Blattspäher (Philydor atricapillus).
Die Bezeichnung kommt von altgriechisch φιλος philos, deutsch ‚Freund‘ und altgriechisch ὑδωρ hydōr, deutsch ‚Wasser‘.

## Systematik
Folgende Arten werden zugeordnet: (Stand September 2020)
- Schieferflügel-Blattspäher (Philydor fuscipenne)
- Rostbürzel-Blattspäher (Philydor erythrocercum)
- Alagoas-Blattspäher (Philydor novaesi)
- Schwarzscheitel-Blattspäher (Philydor atricapillus)
- Zimtbürzel-Blattspäher (Philydor pyrrhodes)

In der „IOC World Bird List“ in der nicht mehr aktuellen Version 9.1 sowie in der „Clements Checklist of Birds of the World“ von August 2019 (die für 2020 geplante Aktualisierung verzögert sich) und im Handbook of the Birds of the World werden zusätzlich noch aufgeführt:
- Kastanienflügel-Blattspäher (Philydor erythropterum) (Dendroma erythroptera)[7]
- Ockerstirn-Blattspäher  (Philydor rufum) (Dendroma rufa)[7]

Diese beiden Arten sollen in eine eigene Gattung Dendroma (Swainson, 1837) überführt werden.